# 몬테카티니테르메
몬테카티니테르메(이탈리아어: Montecatini Terme)는 이탈리아 토스카나주 피스토이아도에 있는 코무네다. 발디니에볼레에 중심부에 위치해 있으며, 루카 평원(Piana di Lucca) 동부 끝에 있고, 관광업이 잘 발달해 있으며, 추가적으로 스파와 관련된 산업 및 상업 시설이 있어, 이 지역에 호텔 시설들이 증가하였다.

## 역사
몬테카티니테르메의 인류 흔적은 매우 오래되었다. 구석기 시대부터 였을것으로 추정되며, 유목민 사냥꾼들이 거주했었다. 완전한 흔적이 있는 것은 중석기 시대부터이며, 특히 발디니에볼레 언덕에 있는 몬테카티니가 그 중심지이다.
14세기 초, 발디니에볼레는 신흥 세력인 피렌체와 국경을 마주했었다. 피렌체는 시에나와 아레초 등에 그들의 지배력을 펼치려 하였지만, 1300년대 초에 북서부에서의 기벨린 세력의 반란으로 이 계획은 늦어지고 말았다. 반란 지도자는 1312년에 신성 로마 제국 황제의 대리이자 피사와 루카의 지배자가 된 우구초네 델라 파주올라였다. 이는 토스카나 전 지역의 미래를 결정하게 될 결과를 불러오는 불가피한 전쟁을 뜻하는 거였기에, 직접적으로 피렌체에게 위협이였다.
우구초네 델라 파주올라가 전략적 요충지로 손 꼽히던 몬테카티니를 포위하던 1315년은 중요한 해였고, 이러한 위치 덕에 몬테카티니는 피렌체와의 동맹에 가담하였으며, 포위는 실패하고 말았다. 8월 29일 몬테카티니 성벽에서 중요한 전투가 벌어졌었다. 구엘프 세력 군대가 기벨린 세력과 우구초네 델라 파주올라의 기습을 당하여 수천명의 사상자와 포로를 발생했다.

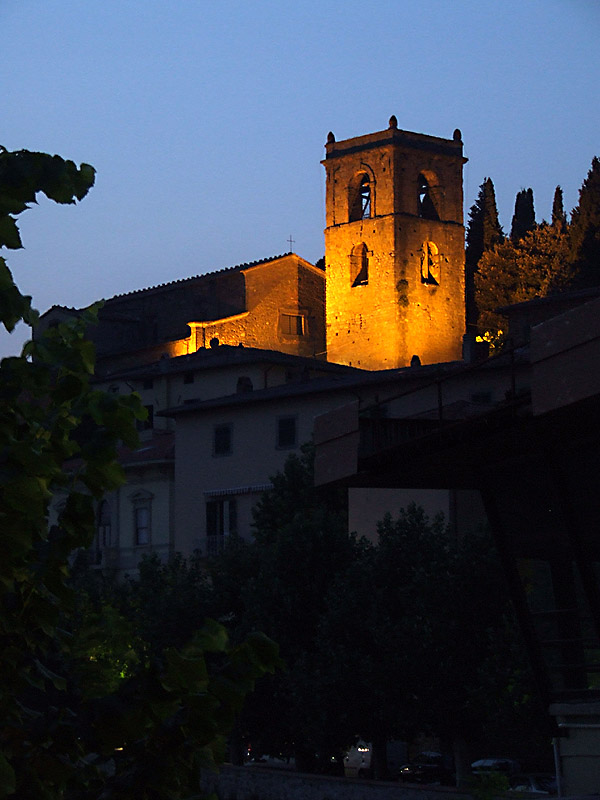
마테카티니 성.

다음 해 우구초네 델라 파주올라는 도망칠 수 밖에 없었고 안텔미넬리 가문의 카스트로초 카스트라카니가 그를 그의 거점으로 데려갔다. 후자는 초대 루카의 군주가 되었고, 그후 피사는 토스카나에 더욱 세력을 확장시켜낼 수 있었다. 1323년 카스트로초는 피렌체의 요새 중 하나인 푸체키오에 공성전을 벌였지만, 피해만 입은체 퇴각할수밖에 없었고, 몬테카티니의 지배권을 돌려받으며, 느리지만 피렌체 세력의 회복이 확실시 되기 시작하였다.
1530년, 몬테카티니 기슭에서 목욕탕이 지어졌고 이미 스파 용수로 알려진 물을 도입하였으며, "메디치"와 "검은새"라는 이름이 붙었다.
몬테카티니는 1554년 분쟁의 중심지가 되어 다시 전쟁을 마주했다. 그 중심에 있는 자들은 코시모 1세 데 메디치와 에스파냐와 동맹을 한 피렌체에 맞서 시에나에 프랑스까지 동맹을 맺은 피에트로 스트로치였다. 그 해 6월 21일에 몬테카티니는 시에나에게 점령되고 말았다. 몬테카티니는 코르넬리오 벤티볼리오가 스스로를 해방자로 선언하면서 사실 이 점령에 대해 반대하지는 않았다.

## 출신 인물
- 피에트로 그로코 - 의사
- 시리오 마키오니 - 국제적인 명성을 지닌 레스토랑 오너
- 루카 카르델리 - 컴퓨터 과학자

크리스티앙 디오르는 몬테카티니에 있는 호텔에서 사망했다.